# Constance Teichmann
Constance Teichmann (Antwerpen, 16 juni 1824 - 14 december 1896) was een Belgisch mecenas, filantroop en beschermster van kunstenaars.

## Levensloop
Constance was de derde van de vier dochters van Théodore Teichmann, gouverneur van Antwerpen. Het gezin was welvarend, vooral door de activiteiten van de moeder, Marie-Antoinette Cooppal, die de leiding op zich had genomen van de familiale Koninklijke Buskruitfabriek Cooppal in Wetteren.
Door haar nicht Marie-Elisabeth Belpaire werd Constance beschreven als "klein van gestalte, mager, levendig en vlug in hare gebaren, altijd opgeruimd, altijd vol geestdrift en vuur". 
Haar opvoeding, hoofdzakelijk door huisonderricht, was voortreffelijk. Haar vader, die een goede violist was, bracht haar de liefde bij voor de muziek. Zelf trad ze op als sopraan tijdens concerten voor goede doelen. Ze speelde ook orgel en piano.
Zij smeedde een bijzondere band met Edgar Tinel (die zijn oratorium Franciscus van Assisi aan haar opdroeg) en met Peter Benoit (in het Peter Benoit Huis is zij daarom een van de vijf vrouwen die zijn verhaal vertelt). Ze spande zich in voor de benoeming van de eerste aan het hoofd van het Lemmensinstituut en van de tweede als directeur van het Conservatorium van Antwerpen. Emile Wambach droeg zijn oratorium Yolande aan haar op. Ze zette zich ook in voor het herstel van de religieuze muziek, waarbij ze een terugkeer naar de tradities van de middeleeuwen en de renaissance voorstond: een terugkeer naar de authentieke uitvoeringspraktijk avant la lettre. Ze stichtte mee de Sint-Gregoriusvereniging, die het gregoriaans promoveerde.
Ze steunde ook kunstenaars, zoals de schrijvers Hendrik Conscience (die haar beschreef in zijn roman Wat eene moeder lijden kan), Prudens Van Duyse, Eugeen Zetternam en August Snieders. 
Op caritatief vlak stichtte ze de kinderkliniek Louise-Marie, genoemd naar de eerste Belgische koningin, aan de Tabaksvest. Ze bleef er gedurende een halve eeuw de bezielende kracht van.
In 1869 stichtte ze, met de kapucijn Celestinus van Wervik, het foor- en woonwagenwerk, dat door de paters kapucijnen werd verder gezet en naar andere steden uitgebreid.
Ze werd actief in het verzorgen van zieken tijdens de cholera-epidemieën die Antwerpen troffen in 1848, 1853, 1859 en 1866 en toonde hierbij geen angst te hebben voor besmetting. In 1870-1871 ging ze in Trier, Saarbrücken, Metz en Kamerijk soldaten verzorgen die tijdens de Frans-Pruisische oorlog gewond raakten. 
Ongehuwd gebleven, stierf ze aan een hartkwaal en werd ze begraven op het Fredeganduskerkhof in Antwerpen-Deurne (perk P MK 39). Het monument draagt het opschrift: "Door de volksmond genoemd de Antwerpse goede engel". In 1908 (voltooid in 1915) werd een praalgraf in wit marmer voor haar opgericht in de St.-Eligiuskerk, naar een ontwerp van Aloïs De Beule. Haar proces tot zaligverklaring werd in Rome ingeleid in 1946, maar niet actief opgevolgd.
Antwerpen heeft een Teichmannstraat (genoemd naar de familie) en een Constantia Teichmannplein. Een ziekenhuis draagt haar naam. De vzw Louise-Marie bestaat nog steeds. Aan het geboortehuis van Constance, Oever 4, werd een gedenkplaat aangebracht.
Constance was de tante en inspiratrice van Marie-Elisabeth Belpaire. Deze wijdde een biografie aan haar. Ook August Van Cauwelaert en Cyriel Verschaeve schreven over haar. Belpaire stichtte een vrouwenvereniging voor de culturele opvoeding van volksvrouwen en noemde ze de Constance Teichmannbond.

## Publicatie
- Gesprekken met de Bruidegom, bloemlezing van teksten uit de dagboeken van Constance Teichmann, samengesteld door August Van Cauwelaert, 1939.